# Douglas Petrie
Douglas Petrie, a volte accreditato come Doug Petrie (...), è un produttore televisivo, sceneggiatore e regista statunitense.
Ha raggiunto una certa fama grazie alla produzione di Buffy.
La sua attività da produttore ha riguardato anche svariati episodi di CSI - Crime Scene Investigation e Tru Calling, di molti dei quali è stato anche sceneggiatore.

## Filmografia parziale

### Sceneggiatore
- The Nevers – serie TV, 6 episodi (2021)